# Замок Грінкастл

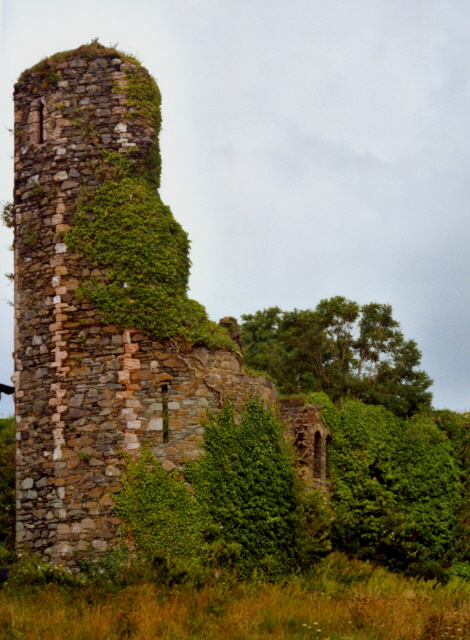
Замок Грінкастл (Нортбург).

Грінкастл (англ. Green Castle, Northburgh Castle) — Зелений замок, замок Нортбург — один із замків Ірландії, розташований в графстві Донегол, біля селища Грінкастл. Замок збудував у 1305 році Річард Ог де Бург (ірл. Richard Óg de Burgh) — ІІ граф Ольстеру. Замок був збудований для контролю над озером Лох-Фойл і землями навколо нього. Біля замку Нортбург у 1316 році був узятий в полон Едвард Брюс — верховний король Ірландії. У цьому замку був ув'язнений Вальтер Ліах де Бург у 1328 році. Його схопив і кинув за ґрати його двоюрідний брат Вільям Донн де бург — ІІІ граф Ольстера. Вальтер Ліах де Бург помер в цьому замку від голоду в 1332 році. Сестра Вільяма була знайдена мертвою під бійницями цього замку. Після смерті Вільяма замок захопив ірландський клан О'Догерті. Замок став основною твердинею цього клану. Під час громадянської війни на Британських островах у XVII столітті замок був зруйнований вогнем артилерії. Замок лишився в руїнах.